# Nathaniel Hawthorne
Nathaniel Hawthorne (Salem, Massachusetts, 4. srpnja 1804. – Plymouth, New Hampshire, 19. svibnja 1864.), američki književnik, autor romana i pripovijetki s elementima alegorijskog i simboličnog. Tematski vezan uz naslijeđe i etička pitanja predaka, engleskih puritanaca. Klasik američke književnosti, pripadnik romantizma, prethodnik Henryja Jamesa, suvremenik Poea i Melvillea, najpoznatiji po romanima Skrletno slovo (Scarlet letter, 1850.) i Kuća sa sedam zabata (The House of the Seven Gables, 1851.).

## Životopis
Rođen u obalnom gradu Salemu u današnjoj saveznoj državi Massachusetts, bitnoj luci i središtu prvih engleskih doseljenika. Potječe iz loze koja je revno podupirala puritanski vjerski i životni svjetonazor; kasnije će prema njoj razviti i kritički odnos. Jedan od prvih predaka Hathorne (Nathaniel je u prezime dodao slovo w kada je počeo objavljivati), istaknuti pripadnik zajednice i sudac, dao je javno bičevati kvekersku ženu, a drugi je bio među sucima u neslavnom progonu vještica u Salemu 1692.-1693. Hawthorne se kasnije pita je li revnost njegovih predaka u religijskom fanatizmu sudbinski “kažnjena” slabljenjem obiteljskog ugleda i moći u 18. stoljeću, u vrijeme kada su druge obitelji u Salemu prosperirale razvojem ekonomije. Ta ga tema snažno zaokuplja i u književnosti.

## Književnost
Klasik američke književnosti, suvremenik Edgara Allana Poea, i nešto mlađeg Hermana Melvillea, koji mu je posvetio znameniti roman Moby Dick, ali je kasnije razočaran njihovim prijateljstvom. Utjecao je na Henryja Jamesa. Zanimaju ga teme grijeha, urođenog zla i čovjekovog moralnog pada, a u naraciji se često koristi alegorijskim i simbolističkim postupcima. 
Njegov najpoznatiji roman Skrletno slovo je priča o Hester Prynne koju zajednica u Novoj Engleskoj izopći jer nosi nezakonito dijete i odbija otkriti tko je otac. Knjiga otkriva piščev odnos prema puritanskom naslijeđu svojih predaka – divi se čvrstoći njihovih uvjerenja, ali osuđuje njihovu uskogrudnost i tiraniju koju su provodili nad onima koji nisu živjeli u skladu s njihovim pravilima.

## Djela
- Dvaput ispričane priče (Twice-Told Tales, 1837.), zbirka priča
- Mahovina sa stare kuće (Mosses from an old Manse, 1846.), zbirka priča
- Skrletno slovo (Scarlet letter, 1850.), roman
- Kuća sa sedam zabata (The House of the Seven Gables, 1851.)
- Blithedaleska romansa (The Blithedale Romance, 1852.)
- Mramorni faun (The Marble Faun, 1860.), roman
- Snježna slika i druge priče (The Snow-Image and Other Tales, 1851.), zbirka priča